# Puella Magi Madoka Magica
Puella Magi Madoka Magica (jap. 魔法少女まどか☆マギカ, Mahō Shōjo Madoka Magika) ist eine vom Animationsstudio Shaft produzierte Anime-Fernsehserie, die unter der Regie von Akiyuki Shimbō im Jahr 2011 entstand. Sie greift das Magical-Girl-Genre auf und erzählt die Geschichte des jungen Mädchens Madoka Kaname. Die Fernsehserie wurde auch als Manga, Roman, in diversen Computerspielen sowie als Kinofilmserie, die im Herbst 2012 startete, umgesetzt. 2013 erschien „Madoka Magica – Der Film: Rebellion“, welcher eine Fortsetzung der Geschichte aus der Serie sowie den ersten beiden Kinofilmen ist.

## Handlung
Die Schülerin Madoka Kaname (jap. 鹿目 まどか, Kaname Madoka) hat nachts einen Traum, in dem ein dunkelhaariges Mädchen gegen eine mysteriöse Gestalt kämpft, dieser jedoch unterlegen zu sein scheint. Außerdem sieht sie ein kleines, weißes, katzenartiges Wesen, welches ihr erklärt, dass sie in der Lage ist, großes Unheil zu verhindern. Noch bevor sie versteht, was vor sich geht, wacht Madoka auf und geht wie gewöhnlich mit ihren Freundinnen zur Schule. Dort trifft sie wider Erwarten auf das Mädchen aus ihrem Traum, welches neu in ihre Klasse aufgenommen wird und sich als Homura Akemi (jap. 暁美 ほむら, Akemi Homura) vorstellt. Darüber hinaus scheint Homura viel über Madoka zu wissen. Bei einem privaten Gespräch stellt Homura ihr die Frage, ob Madoka ihre Freunde und Familie wichtig seien. Sollte dem so sein, dann solle Madoka so bleiben wie sie ist, da sie sonst alles verlieren würde.
Auf dem Heimweg besucht Madoka zusammen mit ihrer Schulfreundin Sayaka Miki (jap. 美樹 さやか, Miki Sayaka) ein Musikgeschäft. Außer der Musik hört sie allerdings auch eine Stimme in ihrem Kopf, die sie um Hilfe bittet. Der Stimme folgend findet sie sich in einer dunklen Lagerhalle wieder, in der sie schließlich auf das verwundete magische Wesen Kyubey (jap. キュゥべえ) stößt, welches einer weißen Katze ähnelt. Als sie es in Schutz nimmt, stellt sich heraus, dass es von Homura gejagt wurde. Diese besteht darauf, dass Madoka Kyubey an sie übergibt, was Madoka jedoch verweigert. Sayaka kommt der verängstigten Madoka zur Hilfe, doch auf der Flucht vor Homura finden sich die beiden plötzlich an einem unheimlichen, unwirklichen Ort wieder und treffen dort auf zahlreiche seltsame Kreaturen. Sie werden aber rechtzeitig von Mami Tomoe (jap. 巴 マミ, Tomoe Mami) gerettet, welche die übernatürlichen Kreaturen mit magisch beschworenen Musketen zurückschlägt und sich Homura gegenüberstellt. Diese zieht sich zurück, woraufhin Mami Kyubey heilt. Zugleich bietet Kyubey Madoka und Sayaka an, sie auch in Magical Girls zu verwandeln, wenn sie einen Pakt mit ihm schließen.
Die Verwandlung in ein Magical Girl ist mit dem verlockenden Angebot verknüpft, dass dem Mädchen ein beliebiger Wunsch erfüllt wird. Mami betont jedoch, dass sie sich diesen Wunsch gut überlegen sollten, da sie als Magical Girls gegen Hexen kämpfen müssen und damit ihr Leben aufs Spiel setzen. Damit Madoka und Sayaka eine Vorstellung vom Leben als Magical Girl bekommen, bietet Mami ihnen an, sie bei der Jagd nach Hexen zu begleiten. Diese Hexen besitzen alle eine individuelle Gestalt, sind jedoch für Menschen unsichtbar und stürzen diese ins Unglück. Hexen machen Menschen mit ihrer dunklen Magie depressiv, aggressiv und psychisch labil. Sie können unschuldige Menschen innerhalb kürzester Zeit bis zum Suizid treiben.
Mami verhindert auf der Suche nach Hexen in letzter Sekunde den Selbstmordversuch einer jungen Frau, und die drei Mädchen betreten das magische Labyrinth der Hexe, der sie bereits in der Lagerhalle begegnet sind. Mami stellt sich der Hexe und besiegt sie mit routinierter Lässigkeit. Wieder aus dem damit ebenfalls zerstörten Hexenlabyrinth zurück finden sie einen Grief Seed (dt. „Leidenssamen“ oder „Trauersaat“) vor, der von der Hexe übriggeblieben ist und nun von Mami genutzt wird, um ihren Soul Gem (dt. „Seelenedelstein“), die Quelle der Zauberkraft eines jeden Magical Girls, zu reinigen und somit die im Kampf verbrauchte Magie wiederherzustellen. Homura, welche die Mädchen abermals davon abhalten will, Magical Girls zu werden, lehnt den Grief Seed ab, den Mami ihr anbietet. Dadurch verschlechtert sich das Verhältnis zwischen den beiden Magical Girls weiter.
Am nächsten Tag begleiten Madoka und Sayaka Mami erneut und lernen, dass nur Hexen Grief Seeds zurücklassen, nicht aber ihre kleinen Helfer, die sogenannten „Familiare“. Letztere können aber durchaus auch Unheil anrichten und Menschen töten. Madoka und Sayaka wissen noch immer nicht genau, was sie sich wünschen sollen.
Nicht lange danach besucht Sayaka ihren Kindheitsfreund Kyōsuke Kamijō (jap. 上条 恭介, Kamijō Kyōsuke) im Krankenhaus. Er ist ein Wunderkind, das seit einem Unfall, bei dem seine linke Hand irreparabel beschädigt wurde, nicht mehr Geige spielen kann. Da sich sein Zustand erneut verschlechtert hat, darf sie ihn nicht besuchen und verlässt zusammen mit Madoka enttäuscht das Krankenhaus. Draußen bemerken sie einen Grief Seed, der in der Wand des Krankenhauses steckt und aus welchem in Kürze eine neue Hexe erscheinen wird. Da sie Mami nicht nach ihrer Telefonnummer gefragt haben, haben die beiden Mädchen keine Möglichkeit, das Magical Girl zu kontaktieren. Da sich auch diese Hexe tief in ihrem Labyrinth verstecken wird und es schwer werden könnte, sie wiederzufinden, bevor sie unschuldige Menschen im Krankenhaus tötet, entschließt sich Sayaka zurückzubleiben und den Grief Seed zu bewachen, während Madoka Mami holen geht.
Als Madoka mit Mami zurückkehrt, steckt Sayaka bereits in der Welt der Hexe fest. Sie betreten das Labyrinth und werden mittels Telepathie zum Zentrum geführt. Homura taucht ebenfalls auf und versucht Mami davon zu überzeugen, die Hexe besser ihr zu überlassen, da diese eine außergewöhnlich starke Hexe sei. Mami vertraut ihr allerdings nicht und fesselt sie magisch.
Auf dem Weg zu Kyubey und Sayaka erklärt Madoka Mami, dass sie sich noch nicht für einen Wunsch entscheiden konnte. Da sie aber immer dachte, dass sie allen immer nur Probleme bereiten würde, sei es ihr größter Wunsch, Mami als Magical Girl zur Seite zu stehen und Menschen zu retten, indem sie zusammen Hexen jagen. Mami gesteht Madoka unter Tränen, dass das Leben als Magical Girl eigentlich furchtbar sei und sie nur versuche, cool zu wirken. Ihr größter Wunsch sei es schon seit langem, ein anderes Magical Girl zu haben, das an ihrer Seite kämpft und sie könne es kaum glauben, dass dieser Wunsch endlich wahr wird.
Kyubey warnt die beiden, dass die Hexe bald schlüpft und sie sich beeilen sollten, woraufhin Mami ganz aufgeregt alle feindseligen Kreaturen auf ihrem Weg erledigt und mit wiedergewonnenem Selbstvertrauen gegen die Hexe Charlotte kämpft. Vor lauter Aufregung wird Mami unvorsichtig und wiegt sich schon in Sicherheit, als sie mehrmals auf die kleine, stofftierartige Hülle der Hexe geschossen hat. Urplötzlich erscheint dann jedoch die echte Hexe. Mami erstarrt vor Schreck, während Charlotte auf sie zukommt, ihr den Kopf abbeißt und sie danach auffrisst.
Durch den Tod Mamis aus den magischen Fesseln befreit, kommt Homura Madoka und Sayaka zur Hilfe und vernichtet die Hexe. Während Madoka und Sayaka noch nicht fassen können, was gerade geschehen ist und in Tränen ausbrechen, rät ihnen Homura, sich diesen Moment gut einzuprägen, damit sie verstehen, was es heißt, ein Magical Girl zu sein.
Am nächsten Tag treffen sich Madoka und Sayaka auf dem Schuldach und beschließen, nun doch keine Magical Girls zu werden, woraufhin Kyubey die beiden verlässt. Als Sayaka allerdings abermals Kyōsuke im Krankenhaus besucht und sieht, wie sehr dieser darunter leidet, nie mehr Geige spielen zu können, bittet sie Kyubey, sie doch zu einem Magical Girl zu machen. Ihr Wunsch ist es, Kyōsukes Hand zu heilen.
Mit ihrer neuen Kraft als Magical Girl rettet sie ihre Freundinnen Madoka und Hitomi aus den Fängen einer Hexe.
Zur gleichen Zeit taucht ein neues Magical Girl in Mitakihara City auf. Kyoko Sakura, welche deutlich brutaler als Mami und Sayaka ist, jagt Hexen nur, um mit den Grief Seeds ihre Zauberkraft wieder aufzufüllen, welche ihr ein Gefühl von Macht gibt. Sie lässt auch Menschen durch Familiare und Hexen sterben, wenn es ihr nutzt, was Sayaka nicht akzeptieren kann. Es folgt ein Kampf, welcher Sayaka fast das Leben kostet, doch ihre Heilungsmagie bewahrt sie vor Schlimmerem und Homura unterbricht den Kampf gerade noch rechtzeitig.
Kyoko fordert Sayaka erneut zum Kampf heraus, was Madoka verhindert, indem sie Sayakas Soul Gem von der Autobahnbrücke wirft, woraufhin dieser auf dem Dach eines Lastwagens landet, welcher damit wegfährt. Sayaka stirbt daraufhin temporär, da der Soul Gem buchstäblich die Seele eines jeden Magical Girls ist und ihre Körper nur leben können, wenn sich ihr Soul Gem in einem Umkreis von einhundert Metern befindet, wie Kyubey erklärt. Homura bringt Sayakas Soul Gem zurück und Sayaka erwacht, doch als sie erfährt, dass ihre Seele aus ihrem Körper gerissen und in einen Stein verwandelt wurde, belastet sie das sehr. Sie kann es nicht ertragen, dass ihr Körper nur noch eine leere Hülle ist und dass Kyubey ihr dies verschwiegen hat, weshalb sie am nächsten Tag nicht zur Schule kommt. Überraschenderweise kommt Kyoko sie besuchen, bringt sie zu der Kirche, in der einst ihr Vater predigte und erzählt Sayaka ihre Lebensgeschichte.
Einige Zeit später kann Kyōsuke das Krankenhaus endlich verlassen und geht wieder zur Schule. Hitomi trifft sich mit Sayaka in einem Café und erzählt ihr, dass sie ebenfalls schon lange in Kyōsuke verliebt ist und ihm ihre Liebe gestehen wird, wenn Sayaka dies nicht zuerst tut. Sayaka hat es jedoch immer noch nicht verarbeitet, dass ihr Körper nur noch eine leere Hülle ist und schafft es nicht, Kyōsuke ihre Liebe zu gestehen.
Daher erzählt Hitomi ihm noch am selben Tag von ihren Gefühlen. Als Sayaka sieht, wie glücklich die beiden zusammen sind, verzweifelt sie und zerbricht innerlich, was sich auch in ihrem Kampfstil widerspiegelt. In ihrem Soul Gem sammelt sich dunkle Magie in Form eines Fluchs an (von den Magical Girls auch „Schmutz“ genannt) und Sayaka wird vor Kyokos Augen zu einer Hexe.
Kyoko möchte sie zunächst retten und bringt Madoka dazu in ihr Labyrinth, doch als sie bemerkt, dass Sayakas Hexenform nicht auf die Rufe ihrer Freundin reagiert, tötet Kyoko Sayakas Hexe Oktavia von Seckendorff schweren Herzens und bringt sich dabei vor lauter Trauer selbst um.
In der nächsten Folge erfahren wir Homuras Geschichte. Homura stammt aus einer anderen Zeitebene, denn aufgrund ihres Wunsches befindet sie sich in einer Zeitschleife und durchlebt dieselbe Zeitspanne immer und immer wieder. Immer, wenn sie die Zeit mit ihrer Magie zurückdreht, erschafft sie damit eine neue Zeitebene. Homuras ursprüngliches Ziel war es, Madokas Leben zu retten, da sie auf der ersten Zeitebene als Magical Girl starb, als sie zusammen mit Mami gegen Walpurgisnacht gewann, dabei jedoch ihr Leben verlor.
Auf der zweiten Zeitebene wurde Madoka selbst zur Hexe, wodurch Homura die Wahrheit über die Magical Girls und Hexen erfuhr.
Auf der dritten Zeitebene verwandelte sich Sayaka in eine Hexe, woraufhin Mami die übrigen Magical Girls umbringen wollte, bevor sie ebenfalls zu Hexen werden. Kyoko wurde von Mami getötet und Mami selbst von Madoka. Auch auf dieser Zeitebene starb Madoka, da sie Homuras Soul Gem mit ihrem letzten Grief Seed reinigte und daraufhin von dieser auf ihren eigenen Wunsch hin getötet wurde, um keine Hexe zu werden.
Auf der vierten bekannten Zeitebene gelang es Homura weder Walpurgisnacht im Alleingang zu besiegen noch Madokas Pakt mir Kyubey zu verhindern, was zur Folge hatte, dass Madoka nach ihrem Sieg gegen Walpurgisnacht selbst zur mächtigsten aller Hexen, Kriemhild Gretchen, wurde, welche die Welt laut Kyubey in nur zehn Tagen vollständig vernichten würde. Daraufhin reiste Homura erneut zurück auf eine neue Zeitebene.
Da Madoka sich im Zentrum von Homuras mächtigem Wunsch befindet, entsteht auf jeder neuen Zeitebene ein noch größeres sogenanntes „Karma“, welches Madokas magisches Potential als Magical Girl immer weiter steigert. Das macht sie für Kyubey erst recht interessant, denn das Ziel der kleinen weißen außerirdischen Kreatur ist es, die emotionale Energie aufzufangen, die frei wird, wenn sich ein Magical Girl in eine Hexe verwandelt. Da bei der Verwandlung eines besonders starken Magical Girls in eine besonders starke Hexe entsprechend viel Energie frei wird, hat Homura Madoka erst recht für Kyubey interessant gemacht.
Selbst mit noch so viel Feuerkraft und Ausdauer kann Homura Walpurgisnacht nichts anhaben und verliert verletzt und unter Trümmern begraben ihre letzte Hoffnung. Doch Madoka kommt gerade noch rechtzeitig, bevor Homura zu einer Hexe wird, und hat sich für einen Wunsch entschieden, mit dem sie das grausame Schicksal der Magical Girls verändern will. Sie wünscht sich von Kyubey, dass alle Hexen aus der Geschichte der Menschheit verschwinden, in der Vergangenheit, der Gegenwart und der Zukunft. Hexen sollen gar nicht erst geboren werden und Magical Girls nicht an ihrer Verzweiflung zerbrechen. Weil Madoka als gewöhnliches Magical Girl nicht auf Dauer in Vergangenheit, Gegenwart und Zukunft Magical Girls retten kann, geht ihr Wunsch in Erfüllung, indem sie zu einer allgegenwärtigen Existenz, einer Art Göttin der Hoffnung, wird.
Aufgrund ihres Wunsches sterben Mami und Kyoko in Madokas neuer Welt nicht, da sie im Kampf gegen Hexen starben, die nicht länger existieren. Sayaka verliert jedoch den Kampf gegen einen sogenannten Dämon. Da es nie eine Welt ohne Unheil geben kann, nehmen magische Flüche in dieser Welt die Gestalt von riesigen Dämonen an, gegen die die Magical Girls nach ihrem Pakt mit Kyubey kämpfen müssen.
Wie alle anderen Magical Girls, die in ihrer verzweifelten Lage eigentlich zu Hexen geworden wären, verschwindet Sayaka stattdessen und ihre Seele gelangt an einen besseren Ort. Eine Art Paradies, in das die göttliche Madoka Magical Girls bringt. Sie wird von den Magical Girls auf der Erde als „das Gesetz des Kreises“ bezeichnet, da diese zwar von einer Existenz wissen, die Magical Girls erlöst, nicht aber ihre Identität kennen. Niemand außer Homura und Madokas kleinem Bruder kann sich noch an Madoka erinnern. Außerdem kämpft Homura nun mit Madokas Bogen, hat magische Flügel und trägt die Schleifen im Haar, die Madoka ihr gab, bevor sie verschwand.
Im Epilog wird gezeigt, wie Homura in einer verlassenen Umgebung allein auf eine Horde Dämonen trifft und sich zum Kampf bereit macht. Dabei hört sie die Stimme der Göttin Madoka. Ihre magischen Flügel erscheinen plötzlich voller dunkler Magie und sie attackiert die Dämonen.
Die Geschichte wurde 2013 in Form eines neuen Films namens „Madoka Magica – Der Film: Rebellion“ fortgesetzt und eine Fortsetzung dieses Films wurde am 25. April 2021 angekündigt.
In „Madoka Magica – Der Film: Rebellion“ platzieren die Inkubatoren (Kyubeys) Homuras Soul Gem in einer Art Isolierungsfeld, welches „das Gesetz des Kreises“ – also die göttliche Madoka – nicht hindurchlässt. Dadurch bildet sich ein Hexenlabyrinth in Homuras Soul Gem. Die Göttin der Hoffnung wird trotzdem in Homuras Barriere hineingezogen, manifestiert sich darin jedoch als das normale Schulmädchen, das sie einst war und verliert dabei sämtliche Erinnerungen an die reale Welt, ihren Wunsch und ihre Identität als „das Gesetz des Kreises“.
Opfer, die Homura unbewusst in ihr Labyrinth lockt, können das Isolationsfeld durchdringen. Dies sind alles Menschen, die Homura kennt. Zu ihnen gehören unter anderem Mami, Kyōko, die Klassenlehrerin und Madokas Familie. Kyubeys Ziel ist es, einen Weg zu finden, das Gesetz des Kreises zu beobachten und es letztendlich kontrollieren zu können. Die Inkubatoren wollen die Göttin der Hoffnung irgendwie davon abhalten, die erschöpften Magical Girls zu erlösen und sie in ihren Magical Girl-Himmel zu bringen, damit sie stattdessen zu Hexen werden und dabei viel Energie freisetzen.
Madoka weiß davon nichts. Sie betritt gemeinsam mit ihren Freunden, ihrer Familie, ihrer Klassenlehrerin und Nagisa Momoe (dem Magical Girl, welches zur Hexe Charlotte wurde und zunächst in ihrer Hexenform erscheint) die Barriere.
Innerhalb der Barriere glaubt Madoka, ein gewöhnliches Magical Girl zu sein, welches nachts mit ihren Freunden die Albträume der Menschen in Mitakihara besiegt. Obwohl Kyubey erkennt, dass Madoka „das Gesetz des Kreises“ sein muss, ist er nicht in der Lage, die Natur ihrer wahren Kräfte zu bestimmen. Daher beschließt er, stets in ihrer Nähe zu bleiben und sich als harmloses Tier auszugeben. Mit der Zeit kehren Homuras Erinnerungen zurück und ihr wird klar, dass sie sich in einem Hexenlabyrinth befindet, woraufhin sie versucht, die Wahrheit ans Licht zu bringen. Schließlich realisiert sie, dass das Labyrinth ihr eigenes ist.
Als Homura von Kyubeys Plan erfährt, vollendet sie ihre Verwandlung in eine Hexe, verwandelt sich jedoch dank Madoka und den anderen Magical Girls nach einem sehr chaotischen Kampf wieder zurück. Sayaka und Nagisa, welche ohne die Göttin Madoka zu Hexen geworden wären, haben in dem Labyrinth die Fähigkeit, ihre Hexenformen zu kontrollieren und bekommen Hilfe von den Familiaren anderer Hexen, welche Madoka als Göttin erlöst hat.
Mit der Zerstörung des Labyrinths und des Isolierungsfeldes kehren alle in die echte Welt zurück. Madoka nimmt wieder ihre göttliche Form an. Als sie nach unten schwebt, um Homuras Soul Gem an sich zu nehmen und Homura in ihren Himmel zu begleiten, nimmt Homura ihre Hand und trennt Madoka von ihren Kräfen als Göttin. Die mächtige Magie, welche daraufhin aus Homuras Soul Gem strömt, bezeichnet Homura als Liebe und schreibt mit dieser Kraft die Gesetze des Universums neu. Madoka soll vor den Versuchen der Inkubatoren, sie zu kontrollieren, sicher sein. Die Inkubatoren zwingt Homura dazu, die Flüche der Welt aufzusaugen, um die sich vorher die Magical Girls gekümmert haben.
Homura wird zu einer neuen Existenz, welche sie als Teufel bezeichnet und erklärt, dass sie den menschlichen Teil des „Gesetzes des Kreises“, Madoka Kaname, zurück auf die Erde gebracht hat. Sie erschafft eine neue Welt, in der die Magical Girls am Leben sind und glücklich sein können. Dafür verändert sie auch ihre Erinnerungen. Madoka glaubt, mit ihrer Familie in den USA gelebt zu haben und nun wieder nach Japan zurückgekehrt zu sein. In dieser Welt ist sie diejenige, die neu in die Klasse kommt.
Als Madoka und Homura zusammen durch die Schule gehen fragt Homura sie, wie sie sich nach ihrer Rückkehr fühlt. Madoka antwortet, dass es sich bekannt, aber dennoch anders anfühle. Daraufhin beginnt sie zu realisieren, dass irgendetwas nicht stimmt. Ihre Augen leuchten auf, ihre gelben Haarschleifen lösen sich und sie beginnt, sich an ihre Identität als das Gesetz des Kreises zu erinnern. Homura unterbricht sie dabei, gibt Madoka ihre roten Haarschleifen zurück und sagt ihr, dass sie eines Tages Feinde sein könnten. Gemeint ist, dass Homura nicht zulassen kann, dass Madoka irgendwann wieder die Verzweiflung aller Magical Girls auf sich nehmen wird, obwohl dies Madokas Wunsch war, welcher immer noch tief in ihr verankert ist.
In den letzten Szenen des Films sind alle glücklich und zufrieden außer Homura, welche ganz allein auf einer Wiese im Mondlicht tanzt und einem Kyubey, welcher kraftlos auf dem Boden liegt und unter den Flüchen leidet, die er aufsaugen muss.

## Charaktere

### Hauptcharaktere

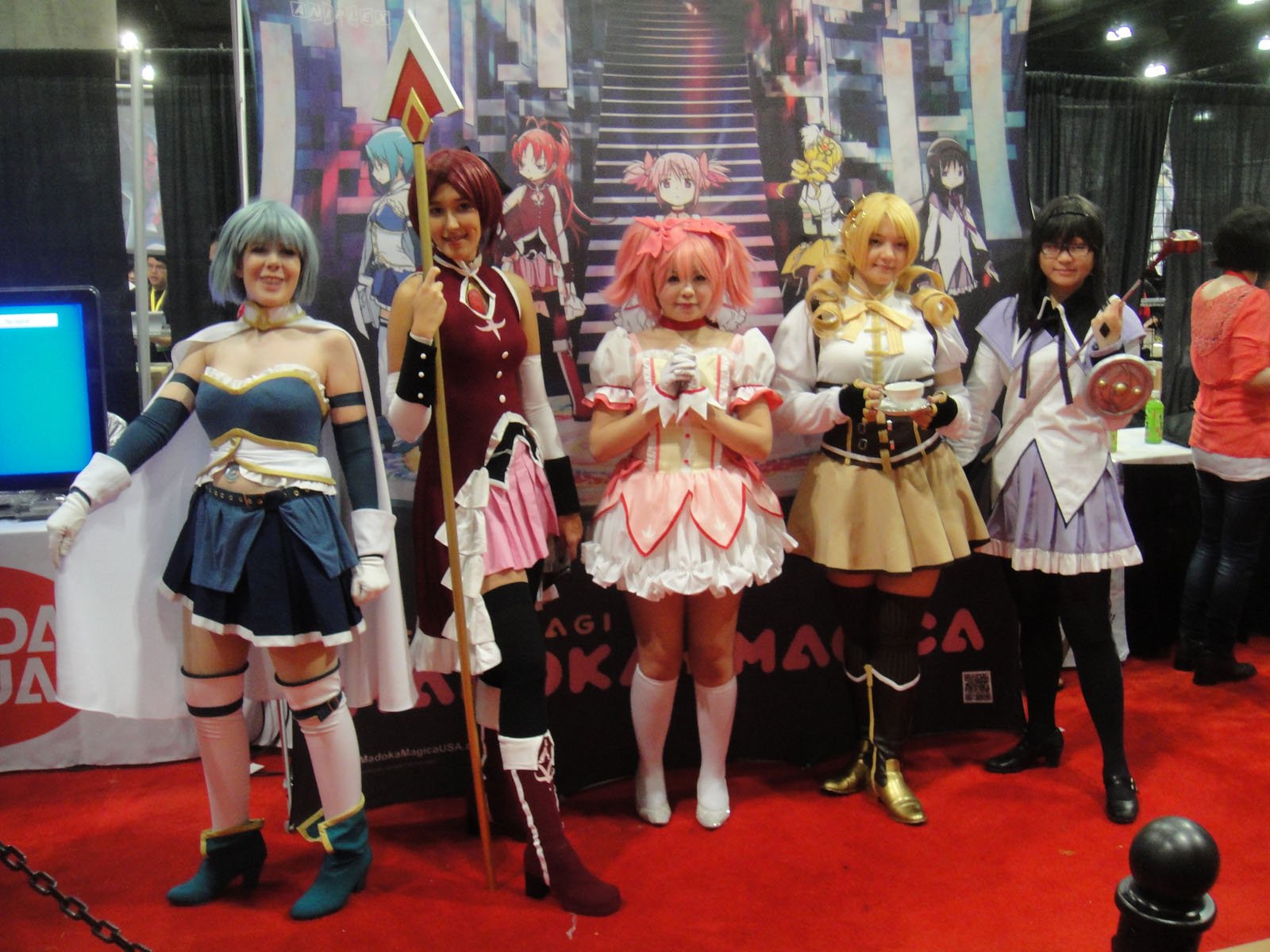
Cosplayer als Sayaka Miki, Kyoko Sakura, Madoka Kaname, Mami Tomoe und Homura Akemi (v. l. n. r.)

Madoka Kaname (鹿目 まどか, Kaname Madoka)
Madoka ist die 14-jährige Protagonistin der Serie und ist ein potentielles Magical Girl. Sie hat rosafarbene Haare, zwei Zöpfe an den Seiten, die mit roten Schleifen gebunden sind, rosa Augen und eine geringe Körpergröße, somit weist sie ein klischeéhaftes Äußeres eines Magical Girls auf. Unterstützt wird dies noch durch ihre Persönlichkeit. Madoka ist hilfsbereit, gutmütig, naiv und hat ein geringes Selbstvertrauen. Anders als andere Protagonistinnen von Magical Girl-Serien, ist Madoka fast die ganze Serie über kein Magical Girl, sondern nur ein normales Mädchen. Denn ihre Verwandlung zum Magical Girl würde das Ende der Welt einleiten. Wegen Homura Akemis Wunsch ist Madoka das Zentrum von Homuras Wunsch, was ein gewaltiges Karma kreiert und Madoka sowohl zum mächtigsten Magical Girl als auch zur mächtigsten Hexe machen würde. Obwohl Madoka als normaler Mensch keine besonderen Talente aufweisen kann, wird in den anderen Zeitebenen gezeigt, dass sie als Magical Girl sehr kompetent und selbstsicher war, vor nichts zurückschreckte und in jeder späteren Zeitebene noch stärker wurde.
Außerdem hat Madoka mit einigen Magical Girls eine besondere Beziehung. Sie und Sayaka Miki waren schon seit ihrer Kindheit befreundet, doch als Sayaka als Magical Girl sich weiter und weiter von Madoka distanziert, versucht Madoka weiterhin Sayaka vor ihrem gefährlichen Weg zu retten. Auch als diese zur Hexe wird, erhofft sich Madoka, dass Sayaka wieder zur Gesinnung kommt, weswegen Kyoko Sakura sie im Kampf gegen Sayaka als Hexe mitnimmt, um damit die Chancen auf Sayakas Rückverwandlung zu erhöhen. Mit Mami Tomoe, die Madoka sehr bewundert, schafft sie sich anzufreunden, was Mami die Motivation gibt, sich ohne Verzweiflung im Kampf gegen die Hexen zu stellen. Dies hat jedoch eine unvorsichtige Kampfweise zur Folge und Mami verstirbt. Auf der ersten Zeitebene wird Madoka zu Homuras ersten Freundin und Madokas Tod ist der Grund, warum Homura zum Magical Girl geworden ist. Besessen versucht Homura, Madokas Leben zu retten, was dieser erst spät bewusst wird.
Als Magical Girl besitzt Madoka die Fähigkeit, Lichtpfeile mit einem Bogen zu schießen. Diese Fähigkeit wird auf jeder späteren Zeitebene noch mächtiger, sodass Madoka in der vierten Zeitebene die Hexe Walpurgisnacht mit nur einem Schuss vernichten kann. In der Hauptzeitebene wird Madoka durch ihren Wunsch zu der Göttin der Hoffnung, offiziell auch als Ultimate Madoka (アルティメット まどか, Arutimetto Madoka) bekannt, und besitzt so die Fähigkeit, die Geburten der Hexen zu verhindern und führt die verlorenen Magical Girls an einem besseren Ort. Ultimate Madoka selbst ist eine allgegenwärtige Existenz, an die sich nur ihr kleiner Bruder Tatsuya und Homura erinnern können. Madoka ist in einer parallelen Zukunft als Hexe unter dem Namen Kriemhild Gretchen bekannt und noch mächtiger als Walpurgisnacht, weshalb sie selbst auch zugleich die größte Gefahr darstellt.
Homura Akemi (暁美 ほむら, Akemi Homura)
Homura ist ein mysteriöses Magical Girl, die als neue Klassenkameradin Madokas in Erscheinung tritt und sehr oft ins Geschehen eingreift. Tatsächlich kommt sie aus einer anderen Zeitebene, da sie durch ihren Wunsch mehrere Zeitebenen erschaffen kann und in einer Zeitschleife gefangen ist. Solange sie Madokas Leben nicht retten kann, wiederholt sie dieselbe Zeit immer wieder. In der ersten Zeitebene war Homura noch äußerst schüchtern, weinerlich, körperlich wie auch psychisch schwach und hatte ein sehr geringes Selbstbewusstsein. Ihre Freundschaft mit Madoka hatte ihrem Leben wieder neues Licht gegeben, weswegen sie alles versucht, Madokas Tod oder ihre Verwandlung zur Hexe zu verhindern. Mit jeder weiteren Zeitebene hat Homura das Kämpfen gelernt, Erfahrungen gesammelt und ihre Persönlichkeit entwickelt. Sie wurde immer selbstbewusster, aber auch verbitterter und kühler, so zeigt sie in der Hauptzeitebene kaum noch Gefühle. Wegen ihrer Erfahrungen in den früheren Zeitebenen hat sie ihr Vertrauen in Mami Tomoe und Sayaka Miki verloren, versucht allerdings dennoch ihre Leben zu retten, solange es nicht zu spät ist.
Mit ihrer Zauberkraft kann Homura die Zeit mit ihrem Schild anhalten und verschiedenste Waffen in ihrem Schild verstauen, sodass sie als einziges Magical Girl echte Handfeuerwaffen und Militärgeschütze benutzt, welche sie von der Yakuza oder der Armee gestohlen hat. Davor hat sie eigene Bomben angefertigt, deren Bauanleitungen sie aus dem Internet hat. Mit ihren Fähigkeiten, Erfahrungen und ihren Waffen gehört sie zu den stärksten Magical Girls. Doch nachdem Madoka durch ihren eigenen Wunsch nun verschwunden ist, hat sich Homuras Wunsch und die Natur ihrer Zauberkraft verändert, sodass sie nun mit einem Bogen kämpft und damit ähnliche Kräfte wie Madoka besitzt. Auch wird sie am Ende der Serie eine Verbündete von Mami und Kyoko. Seit dem Videospiel Mahou Shoujo Madoka Magica Portable ist Homuras Hexenform bekannt, welche den Namen Homulilly trägt.
Sayaka Miki (美樹 さやか, Miki Sayaka)
Sayaka ist Madokas Kindheitsfreundin und hat zur selben Zeit wie Madoka von den Magical Girls erfahren. Zu Beginn ist sie noch fröhlich, extrovertiert und albert gerne herum, doch seit Mami Tomoes Tod und ihrer eigenen Laufbahn als Magical Girl verändert sich ihr Charakter von Episode zu Episode mehr ins Negative. Sie ist in den jungen Violinist Kyōsuke Kamijō verliebt, der aber wegen einer Handverletzung seine linke Hand nicht mehr bewegen kann und seinen Traum, wieder Geige zu spielen, aufgeben musste. Sayaka besucht ihn tagtäglich im Krankenhaus und als Kyōsuke einen Nervenzusammenbruch erleidet, geht Sayaka trotz des Risikos, wie Mami zu enden, einen Pakt mit Kyubey ein. Als Magical Girl betrachtet sie sich als Kämpferin für die Gerechtigkeit und ist deswegen mit Kyoko Sakura, die nur für sich selbst als für andere kämpft, zuerst verfeindet. Erst als sie Kyoko besser kennenlernt, freunden sie sich langsam an. Doch als Sayaka die Wahrheit über die Soul Gems erfährt, betrachtet sie sich nicht mehr als Mensch, sondern als einen Zombie und muss ihre Liebe für Kyōsuke aufgeben, der nun mit Hitomi Shizuki, Madokas und ihre Freundin, zusammenkommt. Sayaka beginnt langsam aus Verzweiflung verrückt zu werden, zweifelt mittlerweile daran, für eine gerechte Sache zu kämpfen und verwandelt sich schließlich zur Hexe Oktavia von Seckendorff. Kyoko und Madoka versuchen vergeblich, Sayaka zurückzuverwandeln und so tötet Kyoko sich selbst und Sayaka/Oktavia, um sie bei ihrem Tod nicht alleine zu lassen. Im Finale kann Madoka als Göttin der Hoffnung Sayakas Verwandlung zur Hexe verhindern und führt sie an einen besseren Ort.
Als Magical Girl besitzt Sayaka die Fähigkeit, Schwerter zu beschwören. Ihre Hauptfähigkeit ist jedoch ihre starke Heilkraft, mit der sie sich selbst binnen kürzester Zeit automatisch heilen kann. Im späteren Verlauf nimmt sie es in Kauf, ihr Schmerzempfinden komplett abzuschalten, um so noch offensiver gegen die Hexen kämpfen zu können, auch wenn sich dadurch ihre Reaktionszeit verlangsamt.
Mami Tomoe (巴 マミ, Tomoe Mami)
Mami ist ein erfahrenes Magical Girl, das ein Jahr älter ist als Madoka und Sayaka. Sie fungiert als Vorbild und Mentorin für die beiden und hat auch zuvor Kyoko Sakura das Kämpfen beigebracht. Mami wirkt unnahbar, stilvoll und reif, ist sehr freundlich, hilfsbereit, doch in Wirklichkeit fühlt sie sich sehr einsam, da sie durch ihren Unfall ihre Eltern verloren hat und als Magical Girl keine Zeit mehr für Freunde hat. Auch plagen sie Schuldgefühle, da sie mit ihrem Wunsch nur sich selbst, aber nicht ihre Eltern gerettet hat, weswegen sie mit ihrem Kampf gegen die Hexen ihre Sünde Buße tun will. In der dritten bekannten Zeitebene erleidet Mami einen Nervenzusammenbruch, als sie erfahren hat, dass Magical Girls am Ende zu Hexen werden. Deshalb tötet sie ohne Vorwarnung ihre Verbündete Kyoko und will dann ihre anderen Freundinnen und sich selbst das Leben nehmen. Doch sie wird von Madoka getötet, bevor Mami Homura erschießen kann. In der Hauptzeitebene, als Madoka ihr erklärt, dass sie ebenfalls Magical Girl werden will, um Seite an Seite mit Mami zu kämpfen, hat es Mami so überglücklich gemacht, dass sie gegen die Hexe Charlotte sehr harsch und unvorsichtig kämpft und dann von ihr gefressen wird. Doch im Finale kehrt sie infolge durch Madokas Wunsch ins Leben zurück, da diese die Geburt von Charlotte verhindert und damit auch Mamis Tod. Seitdem kämpft Mami Seite an Seite mit Homura und Kyoko.
Mami kann mit ihrer Zauberkraft Musketen beschwören und verwendet magische Schleifen, die sehr flexibel eingesetzt werden können, wie z. B. als Fesseln, Fangnetz oder als Straße. Ihre Erkennungstechnik ist Tiro Finale, bei der sie mit ihrer Schleife einen riesigen Revolver erschafft und damit einen gewaltigen Schuss abfeuert. Sie ist äußerst erfahren und hat mehreren Magical Girls das Kämpfen beigebracht, darunter Kyoko und in den anderen Zeitebenen Madoka und Homura. Zudem kämpft sie sehr überlegt und versucht in der Regel, die Schwachstellen der Hexen zu ermitteln. Seit dem Videospiel Mahou Shoujo Madoka Magica Portable ist Mamis Hexenform bekannt, welche den Namen Candeloro trägt.
Kyoko Sakura (佐倉 杏子, Sakura Kyoko)
Kyoko ist ein erfahrenes Magical Girl aus einem anderen Revier und hat nach Mamis Tod ihr Revier übernommen. Sie ist sehr selbstbewusst, aggressiv und scheinbar selbstsüchtig, denn sie kämpft nicht, um die Menschen zu beschützen, sondern um Grief Seeds zu gewinnen. Zu ihren Erkennungsmerkmalen gehören ihr langes, rotes Haar, ihre scharfen Eckzähne und dass sie meistens etwas isst. Sie und Sayaka, welche sich als Kämpferin der Gerechtigkeit betrachtet, geraten in Konflikt, aber als Kyoko in Sayaka sich selbst wiedererkennt, versucht sie Sayaka vor ihrem selbstdestruktiven Weg abzuhalten. Kyoko selbst hat durch ihren Wunsch mehr Anhänger für ihren Vater beschafft, der Priester war, doch als dieser von Kyokos Kräften erfuhr, hat er sich und Kyokos Familie umgebracht. Seitdem hat sie ihre eigenen Ideale verloren, will niemandem ungefragt helfen und kämpft nur noch für sich selbst und bestraft sich selbst damit, sich von anderen zu isolieren, da sie große Angst hat, wieder jemanden zu verletzen; so trennt sie sich von ihrer Mentorin Mami, die ihr das Kämpfen beigebracht hat und sich mit ihr anfreundete. Dennoch freunden sich Kyoko und Sayaka langsam an, und selbst dann, als Sayaka schon längst zur Hexe wurde, hat Kyoko sich selbst mit Sayaka umgebracht, um sie nicht alleine sterben zu lassen. Im Finale wird ihr Tod durch Madokas Wunsch, die Geburt der Hexen zu verhindern, rückgängig gemacht und so wird Kyoko eine Verbündete von Homura und Mami.
Vor Beginn der Serie war Kyoko im Besitz von Illusionsmagie, welche von Mami als Rosso Fantasma getauft wurde, so konnte Kyoko sich 13 Duplikate von sich selbst erschaffen. Doch nach der Tragödie ihrer Familie, blockiert Kyokos Gewissen diese Fähigkeit. Seitdem muss sie sich im Kampf auf ihren langen Speer verlassen, welcher sich nach Belieben verlängern und verbiegen kann, zudem kann es sich auch in mehrere Teile teilen, welche mit einer Kette miteinander verbunden sind, was die Reichweite von Kyokos Angriffen noch deutlich verlängert. Außerdem kann Kyoko eine Barriere erschaffen, um ihre Gegner zu isolieren und Außenstehende vom Eindringen abzuhalten. Im Kampf gegen Oktavia von Seckendorff ist Kyoko in der Lage, ihr Soul Gem detonieren zu lassen, um sich selbst und die Hexe umzubringen. Seit dem Videospiel Mahou Shoujo Madoka Magica Portable ist Kyokos Hexenform bekannt, welche den Namen Ophelia trägt.
Kyubey (キュゥべえ, Kyūbē, nennt sich selbst Incubator [インキュベーター, Inkyubētā])
Kyubey ist eine geschlechtslose, außerirdische Lebensform, die mit jugendlichen Mädchen einen Pakt schließt. Indem Kyubey ihnen einen Wunsch erfüllt, verwandeln sie sich in Magical Girls und müssen im Gegenzug gegen Hexen kämpfen. Zu dessen Kommunikationsfähigkeit gehört die Telepathie; es ermöglicht auch Mädchen, die keine Magical Girls sind, aber dafür über ein magisches Potential verfügen, ebenfalls über Telepathie zu kommunizieren. Kyubey ist ein fähiger Manipulator, beantwortet zwar alle Fragen wahrheitsgemäß, jedoch antwortet es auch nicht immer mit der vollen Wahrheit, weswegen die meisten Mädchen sich von ihm täuschen lassen. Da Kyubey nur rational und utilitaristisch denken kann, empfindet es dessen Methode eher für effektiv als für grausam und unmenschlich. Nur in den seltensten Momenten zeigt es Anzeichen für Gefühle, jedoch keine Anzeichen von Empathie. Auch interessiert es sich nicht für die Problemangelegenheiten der Menschen, wie z. B. den Weltuntergang durch Kriemhild Gretchen, da es sich nur um dessen eigenen Aufgaben interessiert.

### Nebencharaktere
Junko Kaname (鹿目 詢子, Kaname Junko)
Die Mutter von Madoka; eine hart arbeitende Frau, die sich gerne schminkt und oft betrunken nach Hause kommt. Abgesehen davon ist sie eine nette und fürsorgliche Person, die ihrer Tochter Madoka gerne Ratschläge gibt, wenn diese Probleme hat. Außerdem ist sie mit Madokas Klassenlehrerin Kazuko Saotome befreundet.
Tomohisa Kaname (鹿目 知久, Kaname Tomohisa)
Der Vater von Madoka ist überaus freundlich und gut gelaunt, er kümmert sich um den Haushalt während seine Frau Junko arbeiten geht. Zu seiner Tochter Madoka hat er ein gutes Verhältnis und liebt seine ehrgeizige Frau.
Tatsuya Kaname (鹿目 タツヤ, Kaname Tatsuya)
Madokas dreijähriger kleiner Bruder, der in den Kindergarten geht. Nach dem Verschwinden seiner Schwester ist er der einzige neben Homura Akemi, der sich noch an Madoka erinnern kann, allerdings, laut Gen Urobuchi, wird er sie vergessen, sobald er erwachsen geworden ist.
Hitomi Shizuki (志筑 仁美, Shizuki Hitomi)
Hitomi ist Madokas und Sayakas langjährige Freundin und Klassenkameradin. Obwohl sie nichts von den Magical Girls und Hexen weiß, hat sie dennoch eine wichtige Rolle in der Handlung. Als sie und andere Menschen in Episode 4 von der Hexe Elly in den Selbstmord getrieben werden, kann Madoka sie vor dem Gruppensuizid bewahren, anschließend werden sie von Sayaka als neuem Magical Girl gerettet, indem diese die Hexe tötet. In Episode 7 gesteht Hitomi ihrer Freundin Sayaka, dass sie ebenfalls in Kyōsuke Kamijō verliebt ist und ihm am darauffolgenden Tag ihre Liebe gestehen will. Da aber Sayaka schon länger in Kyōsuke verliebt war als Hitomi, gewährt sie Sayaka für einen Tag die Chance, deren eigene Liebe zu gestehen. Weil Sayaka diese Chance nicht ergreift, kommen Hitomi und Kyōsuke zusammen, was Sayaka zur Verzweiflung treibt und sie letztendlich in eine Hexe verwandelt. Von den jungen Mädchen in der Serie ist Hitomi das Einzige, welches ihr eigenes Glück erlangt hat.
Kyōsuke Kamijō (上条 恭介, Kamijō Kyōsuke)
Kyōsuke ist ein musikalisches Wunderkind, das in jungen Jahren schon Violinkonzerte gespielt hat. Er und Sayaka waren schon seit ihrer Kindheit befreundet und letztere verliebte sich in ihn. Doch durch einen Unfall wurde Kyōsukes linke Hand so verletzt, dass er sie nicht mehr bewegen kann und so seine Karriere als Geigenspieler zerstört hat. Tagtäglich besucht Sayaka ihn im Krankenhaus und bringt ihm klassische Musik zum Hören mit, doch anstatt dass die Musik ihn wieder aufmuntert, hat sie einen gegenteiligen Effekt. Nach seinem Nervenzusammenbruch beschließt Sayaka, zu einem Magical Girl zu werden, um seine Hand zu heilen. Doch auch nach seiner Heilung hat er kaum Zeit für Sayaka und vernachlässigt sie. Und da Sayakas Körper keine Seele enthält, hat sie Minderwertigkeitskomplexe, die verhindern, sich ihm überhaupt zu nähern. Schließlich, als Hitomi ihm ihre Liebe gesteht, wird Sayaka an den Rand der Verzweiflung gebracht und verwandelt sich daraufhin in eine Hexe.
Kazuko Saotome (早乙女 和子, Saotome Kazuko)
Die Klassenlehrerin von Madoka, Homura, Sayaka und Hitomi. Sie hat Probleme einen festen Freund zu halten und ist deswegen oft frustriert, worunter einige ihrer Schüler zu leiden haben. Kazuko ist auch mit Madokas Mutter Junko Kaname befreundet.
Amy (エイミー, Eimī)
Amy ist eine streunende, schwarze Katze, die in der Serie keinen Auftritt hat, aber im Opening des Animes zu sehen ist. In der Drama CD Memories of You wird erzählt, dass in der ersten Zeitebene Madoka Kaname durch ihren Wunsch, diese Katze zu retten, zu einem Magical Girl wurde. Der Name der Katze ist von der Hauskatze von Aoi Yūki, der Seiyū von Madoka, inspiriert. Beide Katzen teilen nicht nur denselben Namen, sondern ähneln sich auch äußerlich.

### Hexen
Gertrud
Gertrud ist die erste Hexe, die in der Serie offiziell vorgestellt wird. Ihren Auftritt hat sie in Episode 2, wo sie auch von Mami Tomoe durch Tiro Finale getötet wird. Ihr Familiar Anthony hat bereits in der ersten Episode seinen Auftritt, der zusammen mit Adelbert in der zweiten Episode wieder vorkommt. Außerdem ist Anthony in der letzten Episode wieder zu sehen.
Suleika
Suleika ist eine Hexe, die keinen Auftritt in der Serie hat. Ihr Familiar Ulla wird zu Beginn von Episode 3 von Mami Tomoe vernichtet.
Charlotte
Charlotte ist eine der populärsten Hexen, die in der Serie vorkommt. Ihren Auftritt hat sie in Episode 3, in der sie gegen Mami Tomoe und Homura Akemi kämpft. Statt ihrer üblichen, durchdachten Kampfweise kämpft Mami sehr harsch und unvorsichtig gegen Charlotte. So nutzt diese Mamis Unachtsamkeit aus, indem sie ihre zweite Form zum Vorschein bringt und Mami auffrisst. Anschließend wird sie aber von Homura getötet. Ihr Familiar heißt Pyotr.
Kirsten/H.N. Elly
Die Hexe Kirsten ist eher unter dem Namen H.N. Elly, oder einfach nur Elly bekannt. In Episode 4 gibt sie mehreren Menschen, darunter auch Hitomi Shizuki, einen Hexenkuss und bewegt sie zu einem Gruppensuizid, den Madoka Kaname gerade noch verhindern kann. Als ihr Familiar Daniyyel + Jennifer Madoka attackiert, wird diese von Sayaka Miki gerettet, welche im Anschluss Elly vernichtet.
Albertine
Albertine ist ebenfalls eine Hexe, die nicht in der Serie auftritt. Ihr Familiar Anja kämpft in Episode 5 gegen Sayaka Miki, jedoch wird der Kampf von Kyoko Sakura gestoppt. Albertine tritt zum ersten Mal in dem Videospiel Mahou Shoujo Madoka Magica Portable auf.
Gisela
Gisela ist eine Hexe, die in Kyokos Flashback in Episode 7 zu sehen ist. Sie verfügt über zwei Formen, eine Rostform und eine Motorradform. Ihr Familiar heißt Dora. Ihre Motorradform wird zum ersten Mal im Videospiel Mahou Shoujo Madoka Magica Portable vorgestellt.
Elsa Maria
Elsa Maria eine Hexe, die in Episode 7 auftritt und gegen Sayaka Miki kämpft. Für einen Moment lang sieht es aus, als wäre sie gegen Sayaka im Vorteil, diese wird aber von Kyoko Sakura gerettet. Anschließend greift Sayaka sie wieder direkt an und blockiert ihr eigenes Schmerzempfinden, um als wahnsinniger Berserker die Hexe besiegen zu können. Immer wieder schlägt die lachende Sayaka auf die sterbende Elsa Maria ein, bis sie am Beginn von Episode 8 ihr Ende findet. Der Grief Seed der Hexe wird aber nicht von Sayaka benutzt, stattdessen schenkt sie es Kyoko, was allerdings an Sayakas schlechten psychischen Zustand liegt. Elsa Marias Familiar heißt Sebastian's.
Uhrmann
Uhrmann ist eine weitere Hexe, die in der Serie nicht auftritt. Ihr Familiar namens Bartels kämpft in Episode 8 gegen Sayaka Miki.
Oktavia von Seckendorff
Oktavia von Seckendorff ist die Hexenform von Sayaka Miki, die sich am Ende von Episode 8 verwandelt, außerdem ist sie diejenige Hexe, durch die das Geheimnis der Hexen gelüftet wird, nämlich dass Magical Girls zu Hexen werden. Sie kämpft in Episode 9 zuerst gegen Kyoko Sakura, diese wird aber von Homura Akemi gerettet. Bei ihrem zweiten Aufeinandertreffen versuchen Kyoko und Madoka Kaname erfolglos Oktavia zur Rückverwandlung zu bewegen. Schließlich bringt Kyoko sich selbst und Oktavia/Sayaka und teilen einen gemeinsamen Tod. Ihr Familiar heißt Holger.
In der dritten bekannten Zeitebene ist Sayaka ebenfalls zur Hexe Oktavia von Seckendorff geworden und bekämpft mit ihrem Familiar Klarissa, die Hitomi Shizuki sehr ähneln, gegen Madoka, Kyoko, Homura und Mami Tomoe. Dort findet Oktavia ihr Ende durch Homura. Auch in dieser Zeitebene erfahren die anderen Mädchen die wahre Natur der Hexen, was einen Amoklauf seitens von Mami auslöst.
Izabel
In Episode 10 wird gezeigt, dass Izabel in der ersten Zeitebene von Madoka Kaname und Mami Tomoe vernichtet wird, als sie Homura Akemi angegriffen hat, als diese noch ein normaler Mensch war. Ihr Familiar heißt Michaela.
Patricia
Patricia ist eine Hexe aus Episode 10, die in der zweiten Zeitebene gegen Madoka Kaname, Mami Tomoe und Homura Akemi gekämpft hat. Sie stirbt durch eine von Homuras Bomben und ist damit die erste Hexe, die Homura vernichtet hat. Ihr Familiar heißt Mathieu.
Roberta
Roberta ist eine Hexe aus Episode 10, die in der vierten bekannten Zeitebene von Homura Akemi getötet wird. Ihr Familiar heißt Gotz.
Walpurgisnacht (ワルプルギスの夜, Warupurugisu no Yoru)
Walpurgisnacht, oder auch Walpurgis in der deutschen Synchronisation, ist die Bezeichnung der mächtigsten Hexe, deren wahrer Name nicht bekannt ist. Sie taucht im Prolog von Episode 1 und später in den Episoden 10 – 12 auf. Ursprünglich nur eine einzige Hexe, ist diese Hexe eine Fusion aus unzähligen anderen Hexen. Anders als andere Hexen, braucht sich Walpurgisnacht nicht hinter einer Barriere zu verstecken. Ihre bloße Präsenz hat unzählige Tode und Katastrophen zufolge, und weil sie nicht von Menschen gesehen werden kann, wird ihr Auftreten als eine Naturkatastrophe erklärt. Sie kann nicht durch ein einzelnes Magical Girl vernichtet werden und widersteht sogar mehrmals hintereinander abgefeuerte schwere Artillerie.
In der ersten Zeitebene wird Walpurgisnacht von Madoka Kaname und Mami Tomoe vernichtet, jedoch sind beide ebenfalls gestorben. In der zweiten wird sie von Madoka, Mami und Homura Akemi vernichtet, wobei Mami stirbt und Madoka sich zur Hexe verwandelt. In der dritten bekannten Zeitebene wird die Hexe von Madoka und Homura vernichtet, allerdings haben beide ihre Magie dabei verbraucht. In der vierten bekannten Zeitebene wird Walpurgisnacht von Madoka mit nur einem Schuss vernichtet, aber danach verwandelt sich Madoka zur Hexe Kriemhild Gretchen die Walpurgisnacht bei weitem übertrifft. Und in der Hauptzeitebene kämpft sie gegen Homura, die ihr nichts mit ihren Waffen anhaben kann, doch Madokas Wunsch, die Existenz der Hexen für immer auszulöschen, vernichtet Walpurgisnacht ein für alle Mal.
Wie Walpurgisnachts wahrer Name lautet, ist wie die Namen ihrer Familiare unbekannt.
Kriemhild Gretchen
Kriemhild Gretchen ist Madoka Kanames Hexenform, welche in den Folgen 10 und 12 erscheint und über keine Familiare verfügt. Als Madoka sich in der zweiten Zeitebene in eine Hexe verwandelt, erfährt Homura dadurch zum ersten Mal von der Wahrheit über die Hexen. In den späteren Zeitebenen ist Kriemhild Gretchen sogar noch mächtiger als Walpurgisnacht und somit die wahre stärkste Hexe der Welt. Sie ist so mächtig, dass sie die Welt in nur zehn Tagen vernichten kann. Ihre unglaubliche Macht resultiert aus dem Karma, welches Madokas Potential als Magical Girl und somit auch Kriemhild Gretchens Macht als Hexe mit jeder Zeitreise von Homura erhöht, da Madoka im Zentrum ihres mächtigen und einflussreichen Wunsches steht. In der Hauptzeitebene ist sie so mächtig, dass sie die Welt sofort zerstören könnte. Kriemhild Gretchen wird jedoch wie jede andere Hexe auch von Ultimate Madoka, der göttlichen Existenz, vernichtet, welche die Existenz aller Hexen für immer auslöscht.

## Konzeption

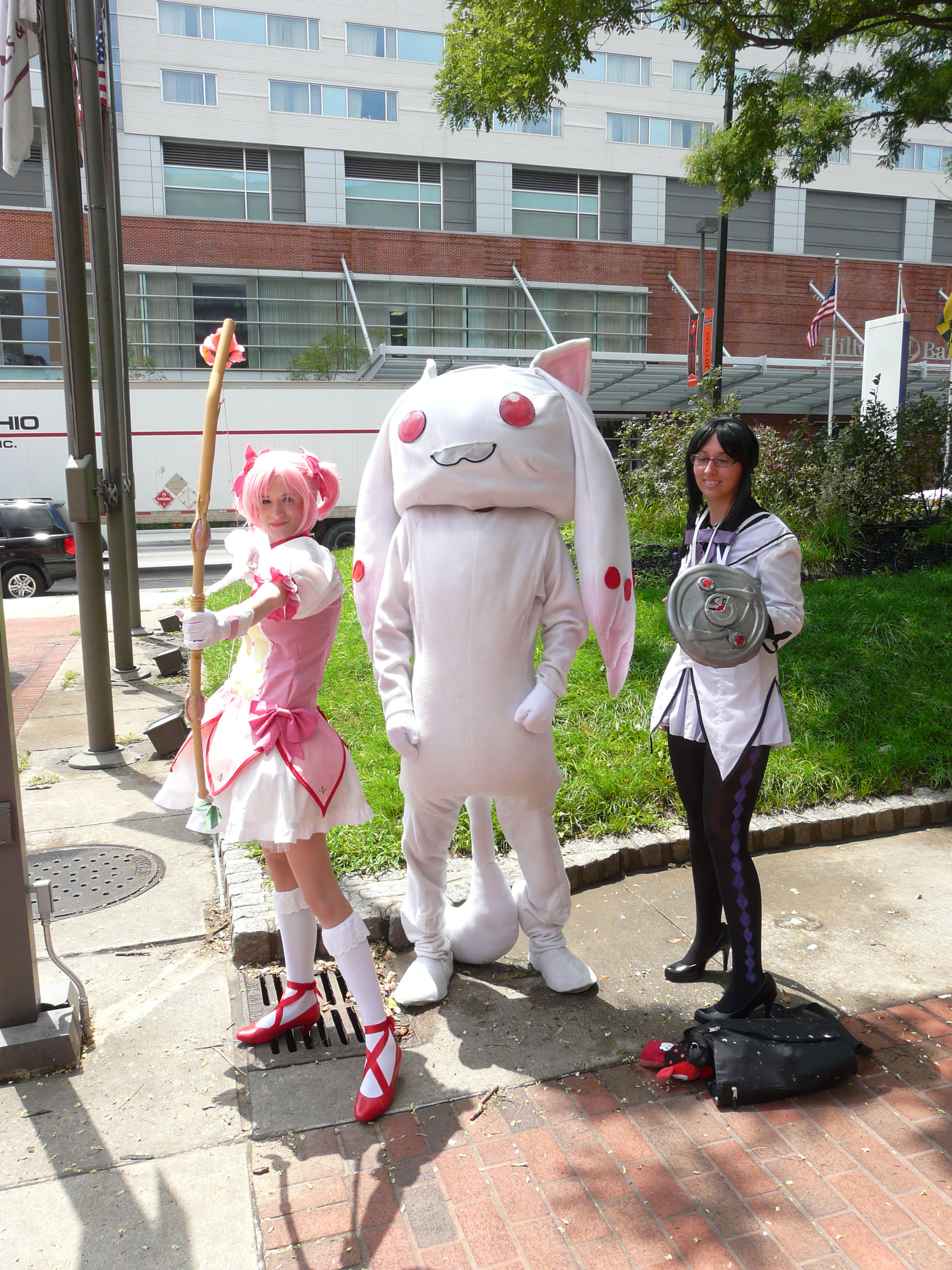
Cosplay zur Serie auf der Convention Otakon

### Terminologie
Magical Girl (魔法少女, Mahō Shōjo, teils auch als Puella Magi bezeichnet)
Magical Girls werden in dem Werk dadurch geboren, indem ein normales Mädchen einen Vertrag mit Kyubey eingeht. Zugleich bekommt es dafür einen Wunsch gewährt. Je nach Art des Wunsches fallen die magischen Fähigkeiten des Mädchens unterschiedlich aus, bzw. stehen mit jenem im Zusammenhang.
Hexe (魔女, Majo)
Hexen sind das Gegenteil der Magical Girls. Sie werden aus Flüchen und Verzweiflung geboren und lieben es, diese an Menschen weiterzugeben. Werden sie nicht getötet, verfolgen sie die Menschen und geben ihnen so genannte Hexenküsse (魔女の口づけ, Majo no Kuchizuke), wodurch diese der Verzweiflung der Hexe erliegen und danach oftmals Selbstmord begehen. Die Hexen selbst besitzen eine abstrakte Erscheinungsform die ihre Vorlieben widerspiegelt und leben in einer ebenso abstrakten labyrinthhaften magischen Barriere (結界, Kekkai). Auch setzen diese Hexen so genannte Familiare frei, die ebenfalls Jagd auf Menschen machen. Sie sind wesentlich schwächer und hinterlassen auch keine Grief Seeds, können sich jedoch zu Hexen entwickeln.
Soul Gem (ソウルジェム, Sōru Jemu)
Der Soul Gem (dt. „Seelenjuwel“) ist die Quelle der Kräfte eines Magical Girls bzw. ihre Seele. Er besitzt die Eigenschaften zu leuchten, falls sich eine Hexe oder ein Familiar in der Nähe befindet. Die Soul Gems haben in der Regel die Form eines Eis, können diese aber auch ändern und so beispielsweise als Ring am Finger getragen werden. Die Energie eines Soul Gems wird durch den Gebrauch von Magie verbraucht, wodurch er matt und dunkel wird. Mit dem Grief Seed einer Hexe kann ein Soul Gem gereinigt werden, wodurch sein Glanz und die magische Energie des Magical Girls wieder aufgefrischt wird.
Grief Seed (グリーフシード, Gurīfu Shīdo)
Ein Grief Seed (dt. „Leidenssamen“ oder „Trauersaat“) sieht aus wie eine schwarze, dornenbewehrte Kugel und wird auch als das Ei einer Hexe bezeichnet. Bevor daraus eine Hexe schlüpft, baut diese, aus der sicheren Hülle heraus, eine magische Barriere auf, in der sie sich verstecken kann. Als notwendige Quelle für die Energie eines Magical Girls, muss zunächst die Hexe getötet werden. Durch Überbenutzung des Grief Seeds zur Reinigung eines Soul Gems, könnte erneut eine Hexe daraus schlüpfen. Um das zu verhindern, konsumiert Kyubey den gebrauchten Grief Seed, wodurch die Gefahr gebannt wird.

### Gesellschaftliche Bezüge
Die Geschichte von Mahō Shōjo Madoka Magica vermischt die typischen Elemente eines Magical-Girl-Animes mit denen von Johann Wolfgang von Goethes Faust. Eine Tragödie. Dabei wird die Verwandlung in ein Magical Girl mit einem freien Wunsch und zugleich einem Pakt gekoppelt. Das magische Wesen Kyubey übernimmt dabei die Rolle des Mephistopheles. Es ist also stets gewillt, die Mädchen zum Eingehen des Paktes zu provozieren, wenngleich ihm selbst die Hände gebunden sind. So darf es beispielsweise keine Vorschläge für den Wunsch der Mädchen machen und gibt stets nur die halbe Wahrheit von sich, lügt aber niemals direkt. Die jungen Mädchen übernehmen hingegen jene Rolle von Faust, wobei auch hier deutlich wird, dass sich die Verlockung als Trugschluss erweist. Besonders deutlich wird die Reverenz auf Faust dadurch, dass im Hintergrund immer wieder Zitate von Goethe eingestreut werden.
Außerdem weist die Geschichte Sayaka Mikis Parallelen mit dem Märchen Die kleine Meerjungfrau von Hans-Christian Andersen auf. Sie und die Protagonistin verlieben sich jeweils in einen männlichen Charakter, Sayaka wünscht sich die Heilung von Kyōsuke Kamijōs linker Hand und die kleine Meerjungfrau rettet einen Prinzen vor dem Seetod. Doch keine der beiden weiblichen Charaktere kommen mit dem jeweiligen Angebeteten zusammen, stattdessen wird der jeweilige Angebetete mit einem anderen Mädchen ein Paar, und das, obwohl Sayaka bzw. die Meerjungfrau einen hohen Preis bezahlt haben – Sayakas Seele ist zu einem Soul Gem geworden, weswegen sie sich als Magical Girl wie ein Zombie vorkommt und sich aus Minderwertigkeitskomplexen keine Liebesbeziehung mit Kyōsuke vorstellen kann; die Meerjungfrau hatte zu Beginn schon keine Seele wie die Menschen und hat im Gegenzug für menschliche Beine ihre Stimme verloren und kann dem Prinzen ihre Liebe nicht gestehen. Beide Mädchen werden Opfer ihrer Verzweiflung und enden augenscheinlich tragisch. Sayaka wird zur Hexe Oktavia von Seckendorff, die einer Meerjungfrau ähnelt, und wird getötet; und die kleine Meerjungfrau, die eigentlich keine Meerjungfrau mehr ist, wird zu Meeresschaum. Doch beide bekommen doch noch ein glücklicheres Schicksal. Die Göttin der Hoffnung Madoka verhindert, dass Sayaka sich in eine Hexe verwandelt und führt sie an einen besseren Ort. Und die Meerjungfrau verwandelt sich als Schaum in einen Luftgeist, wodurch sie die Möglichkeit bekommt, durch gute Taten eine unsterbliche Seele zu erlangen und so an dem "ewigen Glück der Menschen" teilzuhaben.
Durch die Grief Seeds wird zudem eine Analogie zum Tierreich dargestellt, in dem die Hexen die wehrhafte Beute darstellen, um die sich die Magical Girls ‚reißen‘ und untereinander ein gewisses Territorialverhalten von Einzelgängern zeigen. Schließlich benötigen sie diese Samen, um nicht ihre Fähigkeiten bzw. ihr Leben zu verlieren. Deutlich wird dies am Beispiel von Mami, die Homura mehrfach stellt, um zu verdeutlichen, dass es ihr ‚Jagdrevier‘ bzw. ihre Hexe sei.

## Entstehung und Veröffentlichungen
Die Serie entstand im japanischen Animationsstudio Shaft nach der Idee von Magica Quartet, dem Sammelpseudonym von dem Regisseur Akiyuki Shimbō, dem Drehbuchautor Gen Urobuchi, Ume Aoki, die die Charaktere entwarf, und Shaft. Basierend auf Aokis Entwürfen arbeitete Takahiro Kishida dann das schließlich verwendete Character Design aus. Für die musikalische Untermalung war Yuki Kajiura zuständig.
Die Erstausstrahlung der Serie begann in der Nacht des 7. Januar 2011 (und damit am vorherigen Fernsehtag) auf dem Sender MBS. Einen Tag später folgte die Ausstrahlung auf TBS. In den weiteren Tagen folgte ebenfalls der Sender CBC. Im Internet wurde die Serie auf den Angeboten Nico Nico Channel, Biglobe Stream und ShowTime zur Verfügung gestellt.
Die elfte Folge der Serie wurde, wie am Mittwoch, 16. März, bekanntgegeben, nicht im japanischen Fernsehen übertragen. Auslöser dafür war das Tōhoku-Erdbeben 2011, nach dem verschiedenste Sendungen mit tragischen Inhalten oder die thematisch mit der Katastrophe verwandt waren, vorübergehend aus dem Programm genommen wurden. Als Grund gaben die Sender „Selbstbeschränkung“ an. Dies betraf auch sämtliche Angebote über das Internet. So enthielt die ursprüngliche Episode Szenen mit flüchtenden Menschen, die Schutz in Notunterkünften suchen und einer unter Trümmerteilen eingeklemmten Homura.
Der Hauptverantwortliche für das Drehbuch, Gen Urobuchi, entschuldigte sich für die Aussetzung des Animes, verkündete aber zugleich, dass er sogar ein wenig froh darüber sei, da das Studio Shaft sich sowieso noch kaum an die Fertigstellungstermine hätte halten können. Einzelne Folgen seien gerade noch einige Stunden vor der Erstausstrahlung am Freitag fertig geworden. So sei nun genug Zeit geblieben, die aufwändigen Animationen der 11. und 12. Folge zu überarbeiten, die sonst wohl eher enttäuschend gewirkt haben könnten.
Während die meisten Programme relativ zeitnah fortgeführt wurden, wurden die letzten beiden Folgen von Mahō Shōjo Madoka Magika zusammen erst am 22. April 2011 auf MBS und TBS ausgestrahlt. Der Termin wurde in den betroffenen Gebieten durch eine ganzseitige Anzeige in der Morgenausgabe der Yomiuri Shimbun vom 21. April 2011 bekanntgegeben. In der Kansai-Region erreichte die 12. Folge eine Einschaltquote von 2,3 % und einen Marktanteil von 22,6 %.
Der Verkaufsstart der Serie wurde aufgrund des Erdbebens und der verzögerten Ausstrahlung um etwa einen Monat nach hinten verlagert. So begann der Verkauf des ersten von insgesamt sechs Datenträgern am 27. April 2011, wovon der letzte am 21. September 2011 erscheinen soll. Alle Ausgaben erscheinen sowohl als normale und limitierte Blu-ray- und DVD-Fassung. Die erste Blu-Ray verkaufte sich in der ersten Woche 53.000-mal und löste damit Bakemonogatari (51.000), vom selben Regisseur und Studio, mit den meistverkauften Anime-Blu-Rays in der Eröffnungswoche ab, obwohl es bereits nach zwei Tagen wegen eines Fehlers in der zweiten Folge zu einer Rückrufaktion kam. Allein am ersten Tag wurden 22.000 Exemplare verkauft, wodurch die Blu-ray Disc in den Charts von Oricon am 26. April (also schon einen Tag vor dem offiziellen Verkaufsdatum) auf Platz 6 aller Blu-ray-Verkäufe kam und am Ende der Woche auf Platz 7 lag.
In Nordamerika wurde der Anime von Aniplex of America lizenziert, die ihn zwischen 14. Februar und 12. Juni 2012 unter dem Titel Puella Magi Madoka Magica auf 3 DVDs bzw. Blu-Rays veröffentlichen. Zusätzlich erscheint dieser dort noch in einer limitierten Sammlerfassung auf DVD- bzw. Blu-Ray-Hybrid mit Soundtrack. Daneben wird er seit dem 15. Februar 2012 ebenfalls auf Crunchyroll gestreamt.
Auf Deutsch wurde die Serie von Universum Film lizenziert, die ihn ab 30. März 2012 auf 3 DVDs im monatlichen Abstand unter dem lateinischen Titel Puella Magi Madoka Magica veröffentlichen, der auch im japanischen Original als Untertitel verwendet wurde.
Am 30. September 2015 gab Universum Anime bekannt, dass sie sich die Rechte an dem Film Madoka Magica – Der Film: Rebellion gesichert haben. Die Veröffentlichung auf Blu-ray und DVD erfolgte am 8. Januar 2016.

### Synchronisation
Für die deutsche Bearbeitung ist das Berliner Studio EuroSync verantwortlich.
| Rolle           | Japanischer Sprecher (Seiyū) | Deutscher Sprecher |
| --------------- | ---------------------------- | ------------------ |
| Madoka Kaname   | Aoi Yūki                     | Lydia Morgenstern  |
| Homura Akemi    | Chiwa Saitō                  | Kaya Möller        |
| Sayaka Miki     | Eri Kitamura                 | Esra Vural         |
| Mami Tomoe      | Kaori Mizuhashi              | Julia Meynen       |
| Kyubey          | Emiri Katō                   | Rubina Kuraoka     |
| Kyouko Sakura   | Ai Nonaka                    | Ilona Brokowski    |
| Hitomi Shizuki  | Ryōko Shintani               | Josephine Schmidt  |
| Junko Kaname    | Yūko Gotō                    | Katrin Zimmermann  |
| Tomohisa Kaname | Tetsuya Iwanaga              | Jaron Löwenberg    |
| Kazuko Saotome  | Junko Iwao                   | Silvia Mißbach     |

### Musik
Der Vorspann Connect (コネクト) wird von dem Duo ClariS gesungen, die zuvor mit dem Vorspannlied zu Ore no Imōto ga Konna ni Kawaii Wake ga Nai bekannt wurden. Er erschien am 2. Februar 2011 in drei verschiedenen Ausgaben: reguläre Version, limitierte Version mit Musikvideo-DVD und Anime-Version mit einem ausgetauschten Track. Der Abspanntitel Magia wurde von Yuki Kajiura komponiert und von ihrer Band Kalafina gesungen. Magia erschien am 16. Februar 2011 wieder in drei verschiedenen Versionen.
Der Soundtrack zur Serie mit 38 Titeln stammt ebenfalls von Kajiura, ausgenommen Vocalise op. 34 Nr. 14 von Sergei Rachmaninow, Ave Maria von Charles Gounod und La Fille aux Cheveux de Lin von Claude Debussy. Dieser lag auf 3 CDs verteilt den japanischen DVDs/Blu-Rays 2, 4 und 6 bzw. den limitierten US-Veröffentlichungen bei. Die Titel der Stücke sind dabei, bis auf vier, jeweils in Lateinisch; die gesungenen Partien jedoch wie bei anderen Werken Kajiuras in einer an das Lateinisch angelehnten Kunstsprache gehalten.

## Manga
Der Verlag Hōbunsha plant drei Manga-Adaptionen, die während bzw. nach der Ausstrahlung des Animes veröffentlicht werden. Wegen des Erdbebens am 11. März 2011 wurden einige dieser Veröffentlichungen verschoben. Die Reihe Puella Magi Madoka Magica ist eine Umsetzung des ursprünglichen Drehbuchs des Animes, die in drei Bänden abgeschlossen ist. Alle drei Bände wurden ebenfalls auf Englisch von Yen Press veröffentlicht. Hier erschienen der erste Band am 29. Mai 2012 und die anderen beiden folgten am 21. August und 11. Dezember desselben Jahres. Eine deutsche Ausgabe erschien seit März 2013 mit allen drei Bänden bei Carlsen Comics.
- Bd. 1: Puella Magi Madoka Magika 1, 12. Februar 2011, ISBN 978-4-8322-7990-2
- Bd. 2: Puella Magi Madoka Magika 2, 12. März 2011, ISBN 978-4-8322-4003-2
- Bd. 3: Puella Magi Madoka Magika 3, 30. Mai 2011, ISBN 978-4-8322-4014-8

Eine Nebengeschichte wird der Manga Puella Magi Kazumi Magica – The innocent malice (魔法少女かずみ☆マギカ〜The innocent malice〜) wiedergeben, der von Masaki Hiramatsu geschrieben und von Takashi Tensugi gezeichnet wird. Die Veröffentlichung begann am 24. Januar 2011 in der März-Ausgabe des Magazins Manga Time Kirara Forward und endete am 24. November 2012 in der Januar-Ausgabe des Magazins. Bisher sind vier Sammelbände erschienen. Der fünfte und letzte Band soll am 12. Januar 2013 veröffentlicht werden. Wie auch die erste Mangareihe wurde auch diese Reihe von Yen Press lizenziert. Eine Veröffentlichung soll ab Mitte 2013 erfolgen.
- Bd. 1: Puella Magi Kazumi Magika: The Innocent Malice 1, 12. Mai 2011, ISBN 978-4-8322-4016-2
- Bd. 2: Puella Magi Kazumi Magika: The Innocent Malice 2, 12. Oktober 2011, ISBN 978-4-8322-4071-1
- Bd. 3: Puella Magi Kazumi Magika: The Innocent Malice 3, 12. März 2012, ISBN 978-4-8322-4122-0
- Bd. 4: Puella Magi Kazumi Magika: The Innocent Malice 4, 12. September 2012, ISBN 978-4-8322-4193-0

Eine dritte Adaption mit dem Titel Mahō Shōjo Oriko Magica (魔法少女おりこ☆マギカ) wurde nach der Ausstrahlung des Animes in zwei Bänden veröffentlicht. Sie wurde von Kuroe Mura gezeichnet und spielt inhaltlich in einer anderen Zeitlinie als der Anime, in der die Mädchen einen Fall untersuchen, in dem Mahō Shōjos gejagt werden. Ebenso erschien eine darauf aufbauende Nebengeschichte mit dem Titel Noisy Citrine innerhalb der zweiten und dritten Ausgabe des Magazins Manga Time Kirara Magica. Auch dieser Manga wurde von Yen Press lizenziert. Auf Deutsch erschienen die beiden Bände der Serie im Januar und April 2014 bei Carlsen Comics.
- Bd. 1: Puella Magi Oriko Magica 1, 12. Mai 2011, ISBN 978-4-8322-4016-2
- Bd. 2: Puella Magi Oriko Magica 2, 13. Juni 2011, ISBN 978-4-8322-4036-0

Mit Puella Magi Madoka Magika – A different story (魔法少女まどか☆マギカ ~A different story~) erschien ein weiterer von Hanokage gezeichneter Manga. Die Handlung folgt in Schlüsselszenen der des Originals, jedoch wurde die gesamte Konstellation, die zu den Ereignissen führt, und die Beziehungen der Charaktere zueinander geändert. Wie die anderen Manga erschien auch dieser bei Hōbunsha und wurde zusammengefasst in drei Tankōbon-Ausgaben veröffentlicht.
- Bd. 1: Puella Magi Madoka Magika – A different story 1, 12. Oktober 2012, ISBN 978-4-8322-4203-6
- Bd. 2: Puella Magi Madoka Magika – A different story 2, 19. Oktober 2012, ISBN 978-4-8322-4208-1
- Bd. 3: Puella Magi Madoka Magika – A different story 3, 12. November 2012, ISBN 978-4-8322-4220-3

Dieser Manga wurde in den USA von Yen Press lizenziert und soll ab März 2014 erscheinen.
Darüber hinaus sind zwei Sammelbände mit Geschichten verschiedener Autoren am 12. September 2011 und am 12. März 2012 erschienen.

## Filmserie
Im November 2011 wurde im Magazin Newtype bekanntgegeben, dass die Serie um drei Kinofilme ergänzt werden soll. Dabei sind die ersten beiden, Hajimari no Monogatari (始まりの物語) und Eien no Monogatari (永遠の物語), eine Zusammenfassung der Serie, während der dritte eine neue Handlung beinhaltet. Die ersten zwei Filme sind mit nur einer Woche Abstand am 6. und 13. Oktober 2012 in den japanischen Kinos gestartet, sie sollten auch zwischen Oktober und Dezember 2012 in den USA, Frankreich, Italien, San Marino, Südkorea, Taiwan, Hong Kong und Singapur starten. Der dritte Film Hangyaku no Monogatari (叛逆の物語) kam am 26. Oktober 2013 in die japanischen Kinos. Am Eröffnungswochenende spielte dieser 436 Millionen Yen bei 271.000 verkauften Tickets ein.
Im Vorspann des ersten Films wurde der Titel Luminous (ルミナス, Ruminasu) verwendet, der von dem Duo ClariS interpretiert wurde. Als Single erschien der Titel am 10. Oktober 2012 bei SME Records, einem Label von Sony Music. Im zweiten Film war der Titel Hikari Furu (ひかりふる) von Kalafina das Hauptthema. Er wurde am 24. Oktober 2012 ebenfalls von SME Records veröffentlicht. Für den dritten Film wurde im Vorspann Colorful (カラフル, Karafuru) von ClariS, sowie im Abspann Kimi no Gin no Niwa (君の銀の庭) von Kalafina verwendet.

## Videospiele
Aufbauend auf dem Anime entstand das Computerspiel Mahō Shōjo Madoka Magika Portable (魔法少女まどか☆マギカ ポータブル) für die PlayStation Portable, das von Namco Bandai Games am 15. März 2012 veröffentlicht wurde. Es handelt sich dabei um ein Japanisches Adventure, wo der Spieler selbst die Handlung beeinflussen kann und auf diversen Nebenrouten zu einem anderen Ende kommen kann. Die Handlung wurde von Gen Urobuchi geschrieben, während Shaft das Intro animierte. Dabei werden Yusuke Tomizawa und Yoshinao Doi als Produzenten genannt. Das Spiel erschien in zwei Fassungen, wovon der Limited Edition eine Madoka Figma und weitere Extras beigelegt waren.
Als kostenlose Smartphone-Anwendung wurde das Spiel Mami no Doki Doki Tiro Finale (マミのドキドキティロフィナーレ) veröffentlicht, dessen Titel eine Anspielung auf den Finishing Move von Mami im Anime ist. Auch dieses Spiel wurde von Bandai Namco Games produziert und ist eine Art Jump ’n’ Run.
Darauf folgte der Ego-Shooter Mahō Shōjo Madoka Magica TPS featuring Homura Akemi, der für Android-Geräte im Dezember 2011 veröffentlicht wurde. Eine Fortsetzung des Spiels folgte im Oktober 2012 mit dem Titel Mahō Shōjo Madoka Magica TPS featuring Sayaka Miki & Sakura Kyōko (魔法少女まどか☆マギカ TPS FEATURING 美樹さやか＆佐倉杏子) und konzentrierte sich auf Sayaka und Kyōko, nachdem sich der erste Teil auf Homura als Spielfigur festgelegt hatte. Beide Spiele wurden im Auftrag von Frontier Works produziert.
Ebenso wurden die Figuren oder einfach nur ihre Kleidung in andere Spiele integriert. Dazu gehören Gods Eater Burst und Tales of Xillia 2 in denen nachträglich über das Playstation Network die Figuren und/oder Kostüme freigeschaltet werden konnten.